# Pizza Tycoon
Pizza Tycoon är ett datorspel i realtidsstrategi-genren utvecklat av Microprose 1994. Spelet kretsar kring att vara chef över en pizzarestaurang i en stad i Europa eller USA. Spelaren kan välja mellan trettio olika karaktärer, skapa egna pizzor, ha pizzatävlingar och skapa utseendet i restaurangen och köket.
Som en del i spelet kan spelaren ringa den lokala maffian för att sabotera andra konkurrenters restauranger eller få pengar från andra kriminella aktiviteter som vapenförsäljning. Spelet har även en stor del humor.
Pizza Tycoon har tre uppföljare:
- Pizza Connection 2
- Fast Food Tycoon
- Pizza Syndicate